# Solanum tudununggae
Solanum tudununggae är en potatisväxtart som beskrevs av Symon. Solanum tudununggae ingår i släktet skattor som ingår i familjen potatisväxter. Inga underarter finns listade i Catalogue of Life.